# カルーンダ隕石

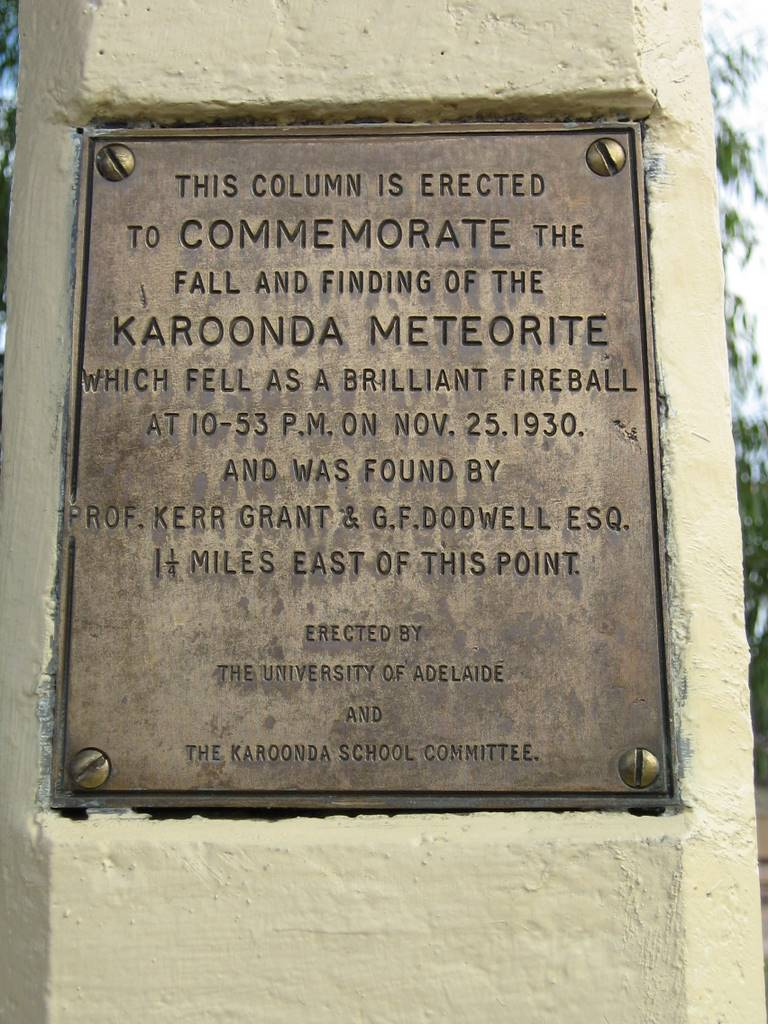
記念碑のプレート

カルーンダ隕石（カルーンダいんせき）は、1930年11月25日に南オーストラリア州のカルーンダに落下した隕石である。
炭素質コンドライトのCKタイプに分類される。総重量は41.73 kg。カルーンダ隕石はCKタイプのプロトタイプであり、CKタイプのKはカルーンダ（karoonda）の頭文字に由来する。